# Mouk
Mouk è una serie d'animazione francese del 2011. In Italia è stata trasmessa su Disney Junior dall'aprile 2013.

## Personaggi e doppiatori
- Mouk, voce originale di Gwenaelle Jegou, italiana di Monica Bonetto.
- Chapava, voce originale di Céline Ronté, italiana di Federica Valenti.
- Popo, voce originale di Catherine Desplaces, italiana di Cinzia Massironi.
- Mita, voce originale di Maryne Bertieaux, italiana di Patrizia Mottola.